# NN-40
La carretera NN-40 es una vía departamental secundaria ubicada en el departamento de Madriz, al norte de Nicaragua. Conecta el municipio de Las Sabanas con la ciudad de Palacagüina, atravesando zonas rurales de topografía montañosa. Tiene una longitud aproximada de 11,3 kilómetros.

## Trazado y cruces
La carretera recorre una región rural caracterizada por caminos de tierra y conexiones agrícolas. A continuación se detalla el trazado:
| km   | Localidad    | Departamento | Conexión / Ruta |
| ---- | ------------ | ------------ | --------------- |
| 0    | Las Sabanas  | Madriz       | NN-39           |
| 5,4  | El Tempisque | Madriz       | Camino rural    |
| 11,3 | Palacagüina  | Madriz       | NIC-27          |

## Coordenadas
Uno de los tramos de la NN-40 puede ser encontrado en las coordenadas: 13°26′31″N 86°23′32″O / 13.4419, -86.3923